# Superman et les Nains de l'enfer
Pour l’article homonyme, voir Superman (homonymie).
Pour plus de détails, voir Fiche technique et Distribution.
Superman et les Nains de l'enfer (titre original : Superman and the Mole Men) est un film de super-héros américain, en noir et blanc, réalisé par Lee Sholem et sorti en 1951. Il met en scène le super-héros Superman, dans l'une de ses nombreuses adaptations cinématographiques.

## Synopsis
Pour leur travail de journalistes, Clark Kent et Lois Lane se rendent à Silsby pour assister au forage du plus profond puits de pétrole au monde. Mais le foret atteint une zone souterraine inconnue où vivent des êtres de petite taille qui restent cachés, attendant la nuit pour sortir. Les habitants de Silsby, menés par Luke Benson, vont s'en prendre à ces créatures, pourtant inoffensives.

## Fiche technique
- Titre : Superman et les Nains de l'enfer
- Titre original : Superman and the Mole Men
- Réalisation : Lee Sholem
- Scénario : Robert Maxwell (en) et Whitney Ellsworth (sous le pseudonyme commun de Richard Fielding), d'après les personnages de Joe Shuster et Jerry Siegel
- Musique : Darrell Calker (en), Walter Greene (en)
- Directeur de la photographie : Clark Ramsey
- Montage : Albrecht Joseph
- Direction artistique : Ernst Fegté
- Maquillage : Harry Thomas
- Costumes : Izzy Berne
- Effets spéciaux : Ray Mercer
- Production : Barney A. Sarecky, Robert L. Lippert
- Pays d'origine :  États-Unis
- Genre : Film de super-héros
- Durée : 58 minutes
- Date de sortie :
  - États-Unis : 23 novembre 1951
  - France : 25 janvier 1957

## Distribution
- George Reeves : Clark Kent / Superman
- Phyllis Coates (en) : Lois Lane
- Jeff Corey : Luke Benson
- Walter Reed : Bill Corrigan
- J. Farrell MacDonald : Pop Shannon
- Stanley Andrews : le shérif
- Ray Walker : John Craig
- Hal K. Dawson (en) : Chuck Weber
- Phil Warren : Député Jim
- Frank Reicher : superintendant de l'hôpital
- Byron Foulger : Jeff Reagan
- Beverly Washburn (en) : un enfant
- Jack Banbury : un des nains
- Tony Baris : un des nains
- Billy Curtis : un des nains
- Jerry Maren : un des nains
- John T. Bambury (en) : un des nains (non crédité)

## Récompenses et distinctions

### Nominations
- Saturn Award 2012 :
  - Saturn Award de la meilleure collection DVD (au sein du coffret Superman: The Motion Picture Anthology, 1978-2006)